# Charbonnat
Charbonnat est une commune française située dans le département de Saône-et-Loire, en région Bourgogne-Franche-Comté.

## Géographie

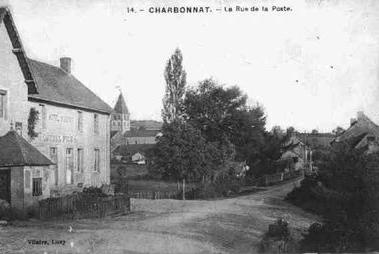
Rue de Poste, avec à gauche au premier plan, un instrument de pesée du bétail devant une maison qui fut un hôtel et qui désormais abrite le magasin Vival. À l'arrière-plan, l'église Saint-Marcel.

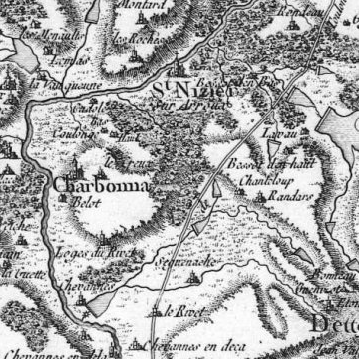
Carte des environs de Charbonnat par Cassini (XVIII).

La commune de Charbonnat est composée d'un bourg principal, situé au pied d'une colline boisée, et d'une dizaine de hameaux environnants. Le bourg est situé à l'intersection des routes menant à Dettey, Toulon-sur-Arroux, Luzy et Étang-sur-Arroux.
Il est traversé par l'Arroux et la commune est ainsi souvent dénommée à tort Charbonnat-sur-Arroux.

### Climat
Pour des articles plus généraux, voir Climat de la Bourgogne-Franche-Comté et Climat de Saône-et-Loire.
En 2010, le climat de la commune est de type climat océanique dégradé des plaines du Centre et du Nord, selon une étude du Centre national de la recherche scientifique s'appuyant sur une série de données couvrant la période 1971-2000. En 2020, Météo-France publie une typologie des climats de la France métropolitaine dans laquelle la commune est exposée à un climat océanique altéré et est dans la région climatique Centre et contreforts nord du Massif Central, caractérisée par un air sec en été et un bon ensoleillement.
Pour la période 1971-2000, la température annuelle moyenne est de 10,5 °C, avec une amplitude thermique annuelle de 16,8 °C. Le cumul annuel moyen de précipitations est de 926 mm, avec 12,8 jours de précipitations en janvier et 7,7 jours en juillet. Pour la période 1991-2020, la température moyenne annuelle observée sur la station météorologique de Météo-France la plus proche, « Saint-Symphorien de Marmagne », sur la commune de Saint-Symphorien-de-Marmagne à 17 km à vol d'oiseau, est de 11,1 °C et le cumul annuel moyen de précipitations est de 974,4 mm. 
La température maximale relevée sur cette station est de 42 °C, atteinte le 18 juillet 1964 ; la température minimale est de −22 °C, atteinte le 16 janvier 1985,,.
Les paramètres climatiques de la commune ont été estimés pour le milieu du siècle (2041-2070) selon différents scénarios d'émission de gaz à effet de serre à partir des nouvelles projections climatiques de référence DRIAS-2020. Ils sont consultables sur un site dédié publié par Météo-France en novembre 2022.

## Urbanisme

### Typologie
Au 1er janvier 2024, Charbonnat est catégorisée commune rurale à habitat très dispersé, selon la nouvelle grille communale de densité à sept niveaux définie par l'Insee en 2022.
Elle est située hors unité urbaine et hors attraction des villes,.

### Occupation des sols
L'occupation des sols de la commune, telle qu'elle ressort de la base de données européenne d’occupation biophysique des sols Corine Land Cover (CLC), est marquée par l'importance des territoires agricoles (89,6 % en 2018), une proportion identique à celle de 1990 (89,6 %). La répartition détaillée en 2018 est la suivante : prairies (65,9 %), zones agricoles hétérogènes (19,9 %), forêts (7,3 %), terres arables (3,8 %), zones urbanisées (1,7 %), milieux à végétation arbustive et/ou herbacée (1,4 %). L'évolution de l’occupation des sols de la commune et de ses infrastructures peut être observée sur les différentes représentations cartographiques du territoire : la carte de Cassini (XVIIIe siècle), la carte d'état-major (1820-1866) et les cartes ou photos aériennes de l'IGN pour la période actuelle (1950 à aujourd'hui).

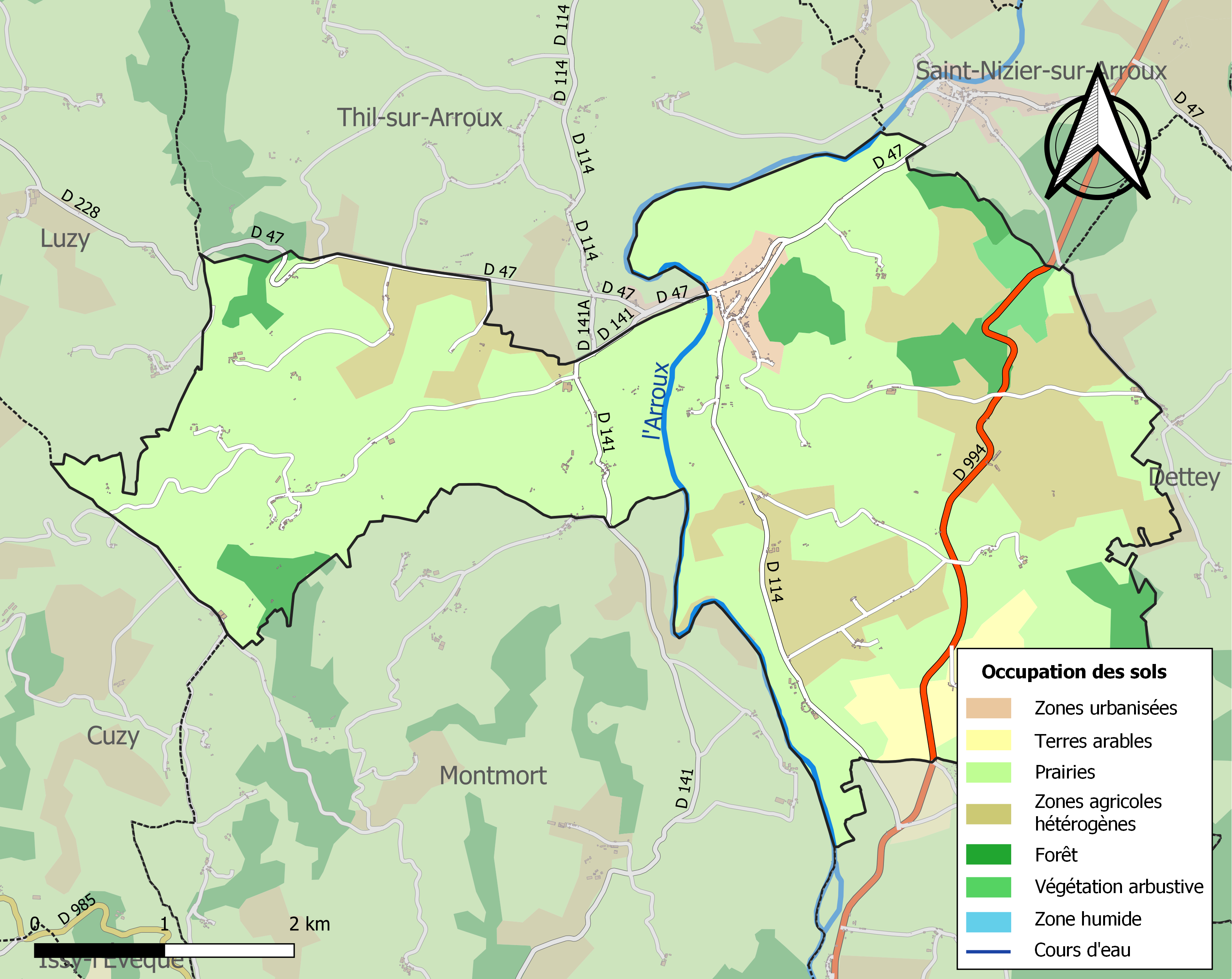
Carte des infrastructures et de l'occupation des sols de la commune en 2018 (CLC).

## Toponymie
Le nom du bourg de Charbonnat serait dérivé du mot charbon, la commune ayant connu plusieurs lieux de production de charbon de bois.

## Histoire
La commune de Charbonnat était à l'époque romaine désignée par le nom de Carbonacum ou Carbonaco. On retrouve une mention de Charbonnat dès 924 dans une charte numéro dix du cartulaire de l'abbaye de Saint-Martin d'Autun donnée par le roi Raoul. À l'époque le territoire communal était divisé par l'Arroux entre une partie appartenant au roi de France et une autre appartenant à l'abbaye de Saint-Martin d'Autun. La possession de ce territoire par l'abbaye est confirmée en avril 1164, par une bulle du pape Alexandre III, réfugié en France.
Les héritiers de monsieur Loppin de Montmort, président au Parlement de Bourgogne, sont seigneurs de Charbonna. Madame l'abbesse de l'abbaye Sainte-Marie de Saint-Jean-le-Grand d'Autun, a une partie des dîsmes.
Monsieur de Mac-Mahon, marquis d'Eguilly, seigneur de Chaseux etc. a une petite portion de dîsmes et l'évêque d'Autun est collateur du Bénéfice.
À partir de 1857, un bac permettait de traverser l'Arroux mais il fut abandonné par manque de rentabilité. Un pont enjambant la rivière fut finalement construit en 1876. La désertification et l'exode rural touchent aujourd'hui encore la commune. Alors que le bourg comprenait encore il y a une trentaine d'années une boulangerie, un coiffeur, un hôtel, un bureau de Poste et une épicerie, Charbonnat ne compte à ce jour plus qu'un restaurant et un garage. Le village possède cependant toujours une école primaire. De plus l'installation récente (fin juin 2006) d'un magasin « multi-rural » Vival (groupe Casino) permet aux villageois d'espérer une « renaissance » de la commune.
1870 : construction de la mairie-école de garçons, d'après des plans dressés par l'architecte Jean-Baptiste Léger.

## Politique et administration
| Période   | Période   | Identité        | Étiquette | Qualité                                              |
| --------- | --------- | --------------- | --------- | ---------------------------------------------------- |
| année 60  | mars 2001 | Henri Gien      | PCF       | instituteur puis retraité est maire honoraire depuis |
| mars 2001 | mars 2014 | Gilbert Ménager | DVD       | agriculteur retraité, parachutiste en Algérie        |
| mars 2014 | en cours  | Fabrice Voillot | PS        | Agriculteur                                          |

## Démographie
L'évolution du nombre d'habitants est connue à travers les recensements de la population effectués dans la commune depuis 1793. Pour les communes de moins de 10 000 habitants, une enquête de recensement portant sur toute la population est réalisée tous les cinq ans, les populations de référence des années intermédiaires étant quant à elles estimées par interpolation ou extrapolation. Pour la commune, le premier recensement exhaustif entrant dans le cadre du nouveau dispositif a été réalisé en 2007.

En 2022, la commune comptait 227 habitants, en évolution de −9,2 % par rapport à 2016 (Saône-et-Loire : −1,06 %, France hors Mayotte : +2,11 %).
| 1793 | 1800 | 1806 | 1821 | 1831 | 1836 | 1841 | 1846 | 1851 |
| ---- | ---- | ---- | ---- | ---- | ---- | ---- | ---- | ---- |
| 571  | 653  | 615  | 712  | 708  | 780  | 817  | 796  | 793  |

| 1856 | 1861 | 1866 | 1872 | 1876 | 1881 | 1886 | 1891 | 1896 |
| ---- | ---- | ---- | ---- | ---- | ---- | ---- | ---- | ---- |
| 742  | 664  | 684  | 744  | 822  | 810  | 901  | 941  | 930  |

| 1901 | 1906 | 1911 | 1921 | 1926 | 1931 | 1936 | 1946 | 1954 |
| ---- | ---- | ---- | ---- | ---- | ---- | ---- | ---- | ---- |
| 910  | 855  | 833  | 677  | 668  | 667  | 625  | 541  | 503  |

| 1962 | 1968 | 1975 | 1982 | 1990 | 1999 | 2006 | 2007 | 2012 |
| ---- | ---- | ---- | ---- | ---- | ---- | ---- | ---- | ---- |
| 437  | 386  | 362  | 320  | 280  | 250  | 240  | 238  | 251  |

| 2017 | 2022 | - | - | - | - | - | - | - |
| ---- | ---- | - | - | - | - | - | - | - |
| 248  | 227  | - | - | - | - | - | - | - |

La population de Charbonnat est globalement âgée. Cependant de nombreux étrangers (néerlandais, suisses et plus rarement allemands) achètent dans la commune des résidences secondaires, peuplant ainsi le village en période estivale.

## Vie locale

### Culte
Charbonnat relève de la paroisse Sainte-Jeanne-de-Chantal, paroisse du diocèse d'Autun qui a son siège à Étang-sur-Arroux et qui regroupe seize villages.

## Culture locale et patrimoine

### Lieux et monuments
Sont à voir à Charbonnat :
- l'église Saint-Marcel, romane, qui fut construite à la fin du XIe siècle ou au début du XIIe siècle et qui a été remaniée à plusieurs reprises ;
- l'ancien presbytère, des XVIIIe et XIXe siècles (aujourd'hui habitation privée) ;
- le domaine de Chevannes, ancien prieuré ;
- le pont sur l’Arroux, à cinq arches, bâti après 1876 et reconstruit après 1945 ;
- les bords de l’Arroux ;
- la salle des fêtes ,construite dans la seconde moitié du XXe siècle, où a notamment lieu chaque premier dimanche de septembre la fête annuelle du village ;
- croix, fontaine et lavoir aux alentours du village.